# Cashpoint

Cashpointlogo

Cashpoint (Eigenschreibweise CASHPOINT) ist ein 1996 gegründetes internationales Unternehmen, welches Sportwetten, Live-Wetten, Online-Casino und Live-Casino anbietet. Neben der Internetplattform gibt es international mehr als 5.000 Annahmestellen in Form von Wettbüros, Shop-in-Shop-, Kiosk- und Gastronomiesystemen mit Selbstbedienungsterminals. Cashpoint ist in Deutschland, Österreich, Großbritannien, Belgien und Dänemark aktiv vertreten. 2016 kam es zur Übernahme vom österreichischen Wettunternehmen Wettpunkt durch Cashpoint, somit betreibt Cashpoint über 100 Filialen. 

## Lizenzen
Mit Einführung des Glücksspielgesetzes im Jahr 2012 hat das Land Schleswig-Holstein Lizenzen – beschränkt auf 20 Unternehmen – an Wettanbieter und Online-Casinos zum Glücksspielbetrieb vergeben. Cashpoint ist einer dieser Wettanbieter, die eine Lizenz des Landes Schleswig-Holstein besitzen. Außerdem verfügt Cashpoint noch über eine Lizenz der Malta Gaming Authority, die innerhalb der gesamten Europäischen Union gültig ist.
Mitgliedschaften bestehen bei der Global Gambling Guidance Group (G4) und dem OBMV (Österreichischer Buchmacherverband).  

## Wetten
Das Wett-Angebot umfasst unter anderem Sportarten wie Fußball, Tennis, Basketball, Handball, Volleyball, American Football, Boxen, Golf, Snooker, Rugby, Futsal, Biathlon, Ski Alpin, Cricket, eSports oder Formel 1. Pro Jahr werden rund 300.000 Live-Events und 450.000 Pre-Match-Events angeboten. 

## Online-Casino
Das Casino-Angebot umfasst verschiedene Tischspiele (French Roulette, Roulette Advanced, Blackjack Classic, Black Jack Professional, Casino Hold’em, TXS Hold’em Prefessional Series etc.), Videopoker, Video Slots (Starburst, Twin Spin, Fruit Shop, Jimmy Hendrix, Guns N’Roses.) und Slots.  

## Mobile Plattform
Cashpoint ist seit dem Jahr 2000 auch online vertreten. Neben der mobilen Website besteht auch die Möglichkeit das gesamte Angebot auf dem Smartphone, Tablet etc. via iOS- bzw. Android-App zu nutzen. 

## Sponsoring
Cashpoint ist seit 2006 Sponsor des österreichischen Bundesligisten Sport Club Rheindorf Altach, kurz SCR Altach. Der Fußballverein aus Vorarlberg trägt seine Heimspiele in der CASHPOINT-Arena aus. Der Verein übernahm Logo und Farben von Cashpoint in sein Logo.